# Persectania
Persectania é um gênero de traça pertencente à família Arctiidae.